# Aretha Franklin
Aretha Louise Franklin (25 tháng 3 năm 1942 – 16 tháng 8 năm 2018) là một ca sĩ, nhạc sĩ và một nghệ sĩ piano người Mỹ với danh hiệu "Nữ hoàng nhạc Soul". Dù nổi tiếng với những bản nhạc soul, Franklin cũng thành công với các thể loại khác như jazz, rock, blues, pop, R&B và nhạc Phúc âm.
Aretha Franklin bắt đầu sự nghiệp ca hát ở nhà thờ vào năm 10 tuổi và bắt đầu thu âm những bản nhạc vào bốn năm sau đó. Năm 18 tuổi, Aretha ký kết hợp đồng với hãng Columbia Records và bà đã không có thành công như mong đợi. Năm 1966, bà chuyển sang hãng đĩa Atlantic Records. Trong thời gian này, bà đã gặt hái những thành công thương mại lớn, trong đó gồm các hit tốp-mười Billboard Hot 100, và bà đã có đĩa đơn quán quân đầu tiên trên bảng xếp hạng này, đó là "Respect" (1967). Sau khi bà bị gãy chân năm 1969, Aretha tiếp tục thu âm một chuỗi hit lớn vào thập niên 1970, với các album Spirit in the Dark (1970), Young, Gifted & Black (1971) và Amazing Grace (1972). Sau khi thu âm album nhạc phim cho bộ phim Sparkle năm 1976, Aretha lại rời hãng Atlantic và chuyển sang hãng đĩa Artista Records năm 1980. Năm 1984, Aretha dấn thân sang thể loại pop rock và nhạc dance đương đại, tiêu biểu là trong album Who's Zoomin' Who? năm 1985. Những năm sau đó, sự nghiệp của bà giảm xuống khi Aretha khi Aretha thực hiện một album vào năm 2011, đây được xem là album Audio cuối cùng thu âm những bài hát mới do bà thể hiện, cho đến năm 2014 bà có thu âm lại những bản hit của Adele, Dinah Washington,... và đặt tên là "Aretha Sings The Great Diva Classics"
Tạp chí Time đã xếp bà vào danh sách Time 100: Các nhân vật quan trọng nhất của thế kỷ XX. Franklin được tạp chí âm nhạc danh tiếng của Mỹ Rolling Stone bầu chọn Aretha trong Danh sách 100 Ca sĩ Vĩ đại nhất mọi thời đại và  100 Nghệ sĩ Vĩ đại nhất mọi thời đại. Aretha Franklin là một trong những ca sĩ giành được nhiều giải Grammy nhất, với 21 giải Grammy cho tới thời điểm này, trong đó có Giải Grammy Huyền thoại sống và Giải Grammy Thành tựu trọn đời. Bà đã có 20 ca khúc dành vị trí số một trong bảng xếp hạng Billboard R&B Singles, hai trong số đó dành vị trí số một trên Billboard Hot 100 là "Respect" (1967) và "I Knew You Were Waiting (For Me)" (1987), một ca khúc song ca với George Michael. Từ năm 1961, bà đã có 45 ca khúc lọt vào top 40 của bảng xếp hạng Billboard Hot 100. Năm 1987, Aretha trở thành nghệ sĩ nữ đầu tiên được lưu danh vào Đại sảnh Danh vọng Rock and Roll. Tên bà cũng được đặt vào Đại sảnh Danh vọng nhạc UK vào năm 2005. Tháng 8 năm 2012, Franklin được lưu danh vào Đại sảnh Danh vọng nhạc Phúc âm của Hiệp hội Nhạc Phúc âm. Bà cũng là một trong những ca sĩ biểu diễn trong lễ nhậm chức của tổng thống Barack Obama. Aretha Franklin là một trong những nghệ sĩ tiêu thụ đĩa nhạc lớn nhất, với 75 triệu bản album được bán ra toàn thế giới. Tiểu hành tinh 249516 Aretha, được đặt tên theo tên của Aretha Franklin để vinh danh bà.

## Cuộc đời và sự nghiệp

### 1942–59: Thời thơ ấu

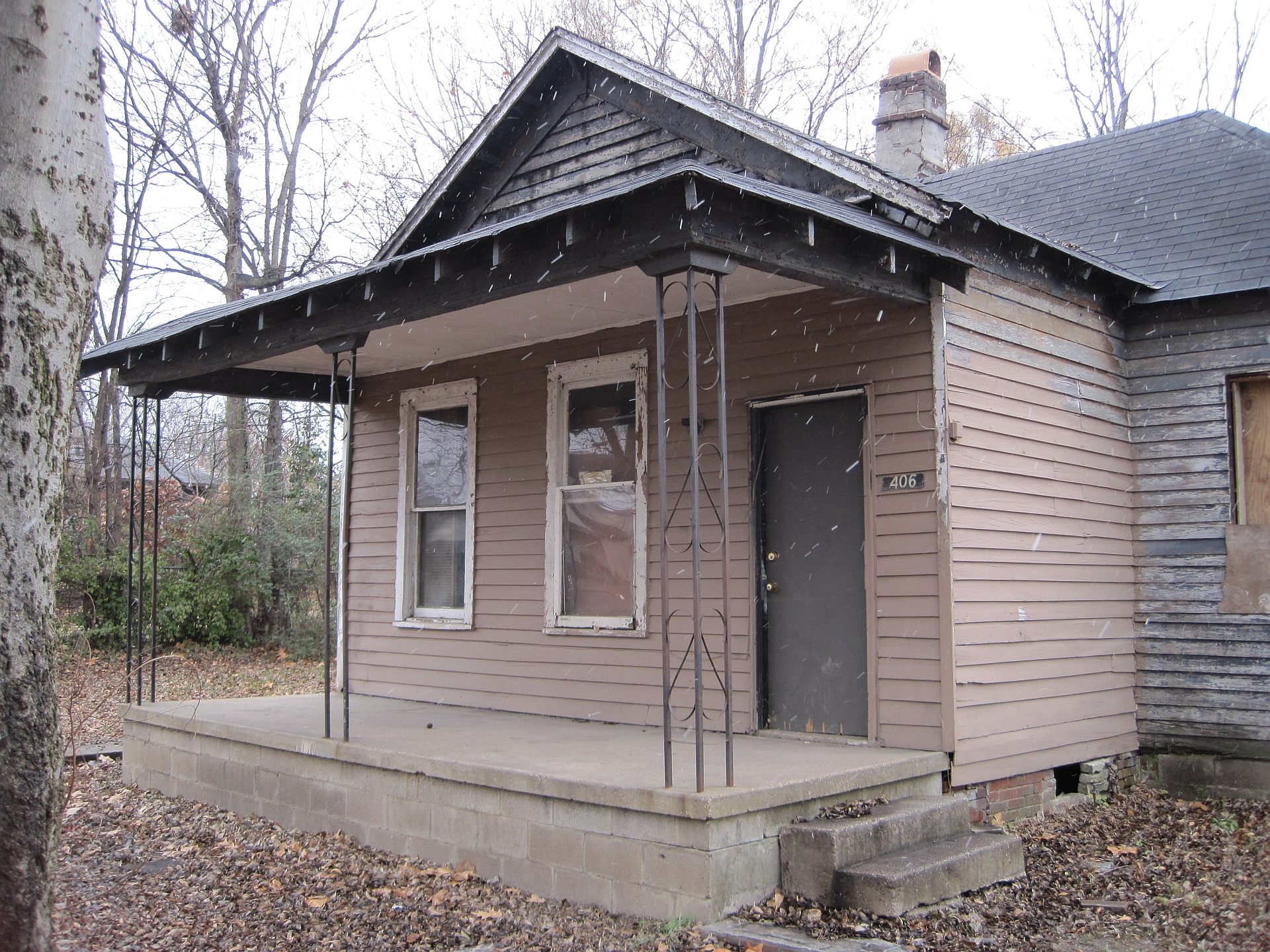
Nơi sinh của Franklin, 406 đại lộ Lucy, Memphis, Tennessee.

Aretha Franklin sinh ngày 25 tháng 3 năm 1942, là con thứ ba trong gia đình bốn con của bà Barbara Siggers Franklin và ông Clarence LaVaughn Franklin. Cha của bà, thường được gọi là "C. L. Franklin" là một người giảng đạo trong nhà thờ, và đã chuyển từ Memphis, Tennessee sang Shelby, Mississippi. Lý do mà cha bà chuyển chỗ ở là do ông muốn tìm một nhà thờ lớn hơn để có thể giảng đạo tốt hơn so với tình hình lúc bấy giờ. Đầu năm 1946, trước sinh nhật lần thứ bốn của Aretha, gia đình bà lại chuyển tới Detroit, Michigan và có cuộc sống ổn định ở đây. Cùng năm đó, ông Clarence tự xây dựng nhà thờ của mình, nhà thờ New Bethel Baptist Church. Khi Aretha sáu tuổi, cha mẹ bà ly hôn do sự biến động và bất đồng trong hôn nhân. Bà Barbara đã rời đi cùng với đứa con trai trở lại Buffalo, nơi bà từng làm nghề y tá. Mùa hè năm đó, Aretha cùng các anh chị em ruột đến Buffalo để thăm mẹ. Ngày 7 tháng 3 năm 1952, mẹ bà qua đời trước sinh nhật thứ 10 của bà. Trong đám tang của mẹ bà, cha của bà đã không thể (hoặc từ chối) đến dự.
Sau cái chết của bà Barbara, Aretha bắt đầu hát tại nhà thờ của cha. Trong thời gian này, cha của ông trở nên nổi tiếng tại địa phương với vai trò là trưởng dàn hợp xướng tại nhiều buổi lễ nhà thờ. Do đó, nhiều tổ chức có tiếng ở Detroit bắt đầu đến nhà của ông Clarence. Trong số đó, có những nhạc sĩ đã ảnh hưởng tới phong cách nhạc Phúc âm của Aretha như Mahalia Jackson, Clara Ward và James Cleveland. Sau đó, Aretha Franklin bắt đầu tự chơi đàn piano. Theo lời Aretha kể lại thì cha của bà rất dễ dãi, cho phép bà nghe nhiều thể loại như R&B, blues và jazz. Giữa thập niên 1950, cha của Aretha bắt đầu thu âm cho hãng JVB Records. Năm 1956, bà bắt đầu trình diễn một cách chuyên nghiệp trong những buổi giảng đạo. Cùng năm đó, ông Clarence Franklin giúp bà ký kiết hợp đồng với hãng JVB và thu âm album đầu tiên, Songs of Faith mang thể loại nhạc Phúc âm. Đến năm 18 tuổi, Aretha dấn sang nhạc thế tục (secular music) và từ bỏ thể loại Phúc âm. Và cha của bà trở thành quản lý của bà. Ông đã giúp Aretha thu những bản demo (thu thử) và gửi cô tới New York cho hai hãng RCA và Columbia. Trong thời gian này, bà cùng em gái Erma Franklin được hãng Motown đón nhận. Tuy nhiên, cha của bà đã từ chối với tư cách là người quản lý vì cho rằng hãng Motown không đủ nổi bật để quảng bá tên tuổi của Aretha Franklin cùng em gái. Đã có một cuộc tranh giành giữa hãng RCA và Columbia, và Aretha đã quyết định gia nhập hãng Columbia.

### 1960–66: Những năm với Columbia Records
Sau khi nghe những bản thu thử của Aretha Franklin, John Hammond của hãng Columbia Records đã nghĩ rằng cô có thể là nghệ sĩ tuyệt vời nhất kể từ Billie Holiday và đã đồng ý cho cô gia nhập, kết thúc cuộc tranh giành giữa RCA Records và hãng này. Tháng 9 năm 1960, hãng Columbia ấn bản thu âm đầu tiên của Aretha, "Today I Sung the Blues", đạt vị trí #10 trên Billboard R&B/Hip-Hop Songs. Tháng 1 năm 1961, Aretha Franklin phát hành album đầu tiên Aretha. Sau đó, bà phát hành tiếp một hit R&B mang tên "Won't Be Long" đạt vị trí số 7 trên R&B/Hip-Hop Songs và vị trí số 76 trên Billboard Hot 100. Cũng vào năm 1961, Aretha phát hành tiếp hai đĩa đơn: "Operation Heartbreak" đạt vị trí số 6 trên R&B/Hip-Hop Songs, và "Rock-a-Bye Your Baby" đạt vị trí số 37 trên Hot 100, trở thành hit top 40 đầu tiên của Aretha. Và cũng trong thời gian này, chồng Ted White (Aretha kết hôn với ông năm 1961) trở thành quản lý mới của Aretha Franklin.
Trong những năm tiếp theo, từ 1962 tới 1966, Aretha chưa có được một album hay đĩa đơn nào lọt vào tốp-mười bảng xếp hạng âm nhạc. Tuy nhiên, bà lại được các nhà phê bình đánh giá cao. Năm 1964, DJ Pervis Spann của các đài phát radio tại Chicago tôn bà là "Nữ hoàng mới của nhạc Soul" chỉ sau hai năm ra mắt album đầu. Các báo chí khác cũng đồng ý như thế. Sau khi phát hành "Cry Like a Baby", đĩa đơn cuối cùng với hãng Columbia, năm 1967 bà gia nhập hãng đĩa mới Atlantic Records và đã có những thành công thương mại lớn đầu tiên.

### 1967–79: Đỉnh cao sự nghiệp với Atlantic Records

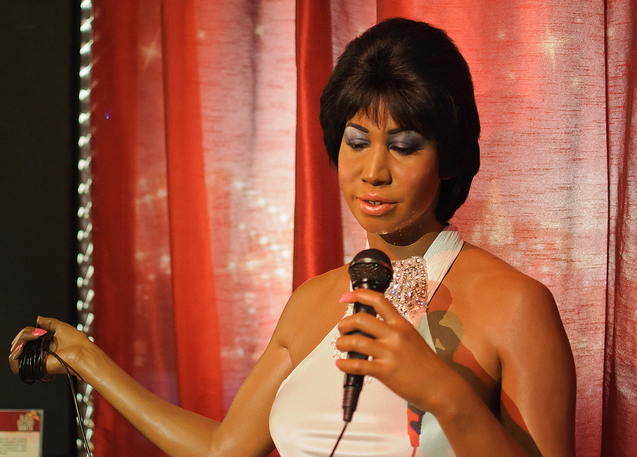
Aretha Franklin tại Madame Tussauds (New York)

Tháng 11 năm 1966, chọn không ký lại hợp đồng với hãng sau 6 năm với công ty này, Franklin ký với hãng Atlantic Records. Sau khi ký kết với hãng Atlantic, Tổng giám đốc điều hành và nhà sản xuất Jerry Wexler đưa Aretha Franklin cùng chồng lúc đó là Ted White tới Muscle Shoals, Alabama để thu âm bản thu đầu tiên của Aretha cho hãng Atlantic tại Phòng thu FAME với ban nhạc chơi nhạc cụ Muscle Shoals Rhythm Section. Ở đó, Aretha đã ghi âm bản nhạc "I Never Loved a Man (The Way I Love You)". Tuy nhiên, buổi thu âm bị gián đoạn, và Aretha cùng chồng đã quay lại New York nơi Atlantic Records tọa lạc để ghi âm. Sau tháng 4 năm 1967, hãng Atlantic phát hành đĩa đơn thứ hai của Aretha thông qua hãng này mang tên "Respect". Trên thị trường nhạc, đây là một thành công thương mại lớn, đạt vị trí số một ở Mỹ và Áo, số hai ở Canada, số 7 ở Ý và số 10 ở Liên hiệp Anh. Sau này, "Respect" đã trở thành bản nhạc tiêu biểu của Aretha Franklin.
Trong suốt thời gian làm việc với hãng Atlantic, các album của Aretha Franklin cùng các đĩa đơn đạt được những thành công vang dội, cùng với những đánh giá tích cực từ phía phê bình. Album năm 1967 của bà I Never Loved a Man the Way I Love You đạt vị trí số hai trên Billboard 200-bảng xếp hạng các album chính thức của Mỹ. Album này đánh giấu là album lọt vào tốp-năm Billboard 200 đầu tiên của Aretha, khá hơn nhiều so với các album trước khi còn làm với hãng Columbia Records (hầu hết các album trước đều không lọt vào tốp-50). Ngoài ra, I Never Loved a Man the Way I Love You cũng là album đầu tiên quán quân Hot R&B/Hip-hop Albums, mở đầu cho một loạt chuỗi các album sau quán quân bảng xếp hạng này. Các album lọt vào tốp-năm Billboard 200 tiếp theo là Aretha Arrives (1967 – vị trí số 5), Lady Soul (1968 vị trí số 2) và Aretha Now (1968 – vị trí số 3). Ngoài ra, trong năm 1967 và đầu năm 1968, Aretha Franklin đã có một chuỗi các hit top 10 Billboard Hot 100, và các hit ấy cũng rất thành công ở Canada và Liên hiệp Anh.
Trong các năm từ 1968-75, Aretha Franklin cũng đã giành được 10 giải Grammy cao quý đầu tiên cho mình. Năm 1968, ca khúc "Respect" giúp cô có hai giải Grammy đầu tiên: ở hai hạng mục "Thu âm R&B xuất sắc nhất" và "Trình diễn R&B nữ xuất sắc nhất". Liên tiếp các năm sau đó, từ 1969–75, bà liên tục giành 6 giải Grammy ở hạng mục "Trình diễn R&B nữ xuất sắc nhất" với các ấn hành "Chain of Fools", "Share Your Love With Me", "Don't Play That Song for Me", "Bridge Over Troubled Water" Young, Gifted and Black cùng các ấn hành khác. Năm 1974, Aretha còn đoạt giải Grammy ở hạng mục "Trình diễn Soul Phúc âm xuất sắc nhất" với album phúc âm The Amazing Grace. Cũng trong khoảng thời gian này, Aretha đã làm việc với Stevie Wonder.
Sau những năm tháng huy hoàng, cuối thập niên 1970 sự nghiệp của Aretha Franklin bắt đầu đi xuống. Kết cục, năm 1979, sau 12 năm làm việc với hãng Atlantic, Aretha chấm dứt hợp đồng và chuyển sang hãng Artista.

### 1980–2002: Tiếp tục sự nghiệp với Artista

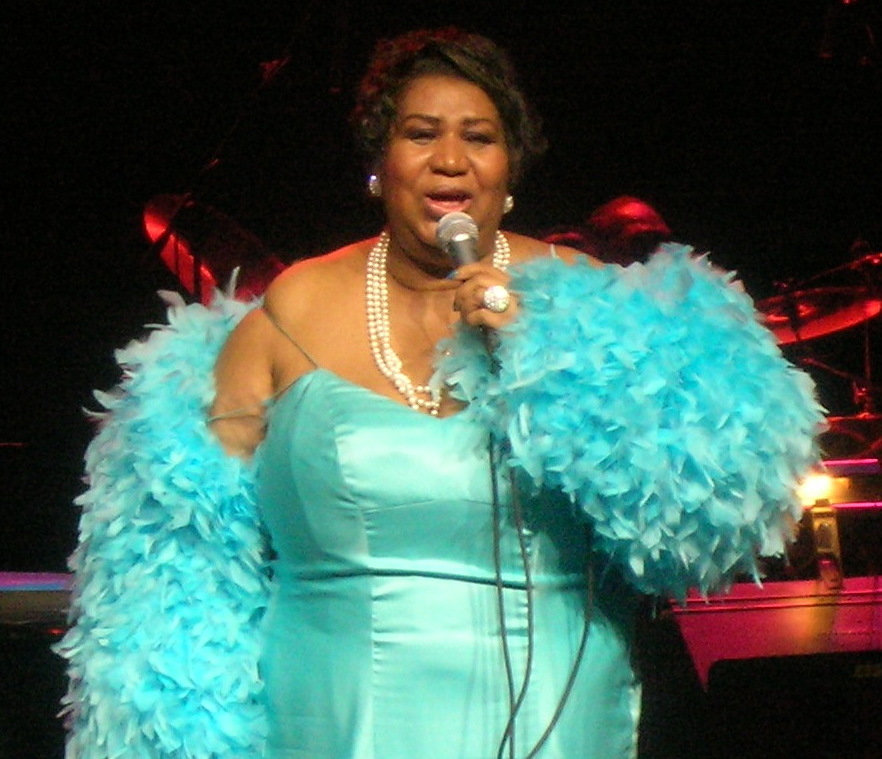
Franklin trình diễn vào ngày 21 tháng 4 năm 2007, tại Nhà hát Nokia ở Dallas, Texas

Năm 1980, sau khi rời khỏi hãng Atlantic Records, Aretha ký hợp đồng với hãng Arista Records của Clive Davis. Các album phát hành sau này cũng không nổi trội hơn so với hồi Aretha Franklin còn làm cho hãng Atlantic, không lọt vào tốp-10 Billboard 200 nữa. Tới năm 1985, hãng Artista cho ra album Who's Zoomin' Who?. Album này là album được xếp hạng cao nhất của Aretha Franklin khi làm với hãng, đạt vị trí số 13 trên Billboard 200. Ngoài ra Who's Zoomin' Who? còn là album của Aretha thông qua Artista được xếp hạng cao nhất tại Anh (ở vị trí số 49). Các đĩa đơn top-10 Billbovard Hot 100 từ album này bao gồm "Freeway of Love" (vị trí số 3 Hot 100) và "Who's Zoomin' Who?" (vị trí số 7). Who's Zoomin' Who? cũng trở thành album bán chạy nhất của Aretha thông qua Artista, chứng nhận đĩa vàng tại Mỹ, đĩa bạch kim tại Canada và đĩa bạc tại Anh. Năm tiếp theo, bà lại tiếp tục phát hành một album nữa mang tên mình. Album này cũng khá thành công, đạt đĩa vàng tại Mỹ. Đĩa hát "I Knew You Were Waiting (For Me)" do bà song ca cùng George Michael đã đạt vị trí số một Billboard Hot 100. Điều này khiến Aretha có hai đĩa nhạc quán quân Hot 100, và "I Knew You Were Waiting" cũng trở thành đĩa nhạc cuối cùng của Aretha quán quân bảng xếp hạng. Nếu so với "Respect" của Aretha khi còn làm với hãng Atlantic thì "I Knew You Were Waiting" đã thành công hơn tại Anh và Úc khi đạt vị trí số một tại hai quốc gia này. Sau khoảng thời gian im hơi lặng tiếng, Aretha ra mắt album thứ 36 của bà "A Rose Is Still A Rose" vào cuối tháng 3 năm 1998, album đã trở thành một trong những album bán chạy nhất thập niên 90 và nhận được 2 đề cử Giải Grammy cho "Album R&B hay nhất" và "Bài hát R&B hay nhất" cho đĩa đơn của bài hát cùng tên album.
Trong thời gian làm với Artista Records, Aretha Franklin đã dành thêm được 5 giải Grammy: 3 giải "Trình diễn giọng R&B nữ xuất sắc nhất" cho "Hold On...I'm Comin'" (năm 1982), "Freeway of Love" (năm 1986) và Aretha (năm 1988); một giải "Trình diễn R&B theo nhóm xuất sắc nhất" cho "I Knew You Were Waiting" cùng George Michael (năm 1988) và một giải "Trình diễn giọng phúc âm nữ xuất sắc nhất" cho One Lord, One Faith, One Baptism (năm 1989). Năm 1991, bà đoạt thêm một giải Grammy huyền thoại và năm 1994 bà nhận một giải Grammy Thành tựu trọn đời. Vào năm 2001, VH1 đã thực hiện một buổi hoà nhạc vinh danh đặc biệt tại New York's Radio City Music Hall mang tên "VH1 Divas Live: The One and Only Aretha Franklin" có sự tham gia của nhiều ca sĩ như Mary J. Blige, Janet Jackson, Stevie Wonder,... buổi hoà nhạc được truyền hình trực tiếp sau đó phát hành dưới dạng DVD và các phần trình diễn live của bà được tổng hợp trong CD đi kèm thành một bộ.

### 2003–2018: Sự nghiệp thăng trầm
Album So Damn Happy năm 2003 của Aretha Franklin là album cuối cùng mà Aretha phát hành qua hãng Artista. Một đĩa đơn trích từ So Damn Happy mang tên "Wonderful" đã chiến thắng giải Grammy thứ 16 cho Aretha ở hạng mục "Trình diễn giọng R&B truyền thống xuất sắc nhất" năm 2004. Năm 2006, bài hát "A House Is Not A Home" do bà thể hiện tiếp tục chiến thắng giải Grammy ở hạng mục "Trình diễn giọng R&B truyền thống xuất sắc nhất". Năm 2007, Aretha đã có một bản song ca với Mary J. Blige là "Never Gonna Break My Faith". Bản song ca này đã chiến thắng một giải Grammy ở hạng mục "Trình diễn phúc âm xuất sắc nhất". Vậy là, Aretha đã có tổng cộng 18 giải Grammy. Trong thời gian này, Aretha Franklin cũng được biểu diễn bài hát kinh điển "'America' My Country Tis Of Thee" ở lễ nhậm chức của tổng thống Mỹ Barack Obama năm 2009. Năm 2014, bà ra album "Aretha Franklin sings the Great Diva classics", cover lại những bản hit như "Rolling In The Deep" của Adele, "I Will Survive" của Gloria Gaynor, vân vân. Vào ngày 4 tháng 7 năm 2009, cô biểu diễn tại  A Capitol Fourth 2009.

## Đời sống cá nhân

### Đau bệnh và mất
Vào ngày 13 tháng 8 năm 2018, Franklin được đưa tin đang bị bệnh nặng tại nhà của bà ở gần Detroit. Bà cũng được đưa tin đang được chăm sóc cuối đời trong vòng tay bạn bè và gia đình. Trong số đó có Stevie Wonder và Jesse Jackson đã đến thăm bà. Franklin qua đời tại nhà ở Detroit vào ngày 16 tháng 8, hưởng thọ 76 tuổi. Nguyên nhân mất được thông báo là do ung thư tuyến tụy di căn.